# وزمان (دیواندره)
وزمان (دیواندره)، روستایی از توابع بخش مرکزی شهرستان دیواندره در استان کردستان ایران است.

## جمعیت
این روستا در دهستان چهل چشمه قرار دارد و براساس سرشماری مرکز آمار ایران در سال ۱۳۸۵، جمعیت آن بالغ بر ۱۰۰۰ نفر (۳۰۰خانوار) بوده‌است.